# قضيبيات
قضيبيات (بالإنجليزية: Priapulida)‏ (من اليونانية: πριάπος- (بريابيس) = قضيب (عضو التناسل) منتصب  + من اللاتينية: ida (إدا) = لاحقة للجمع) هي شعبة من الديدان البحرية.